# Estilo mariposa

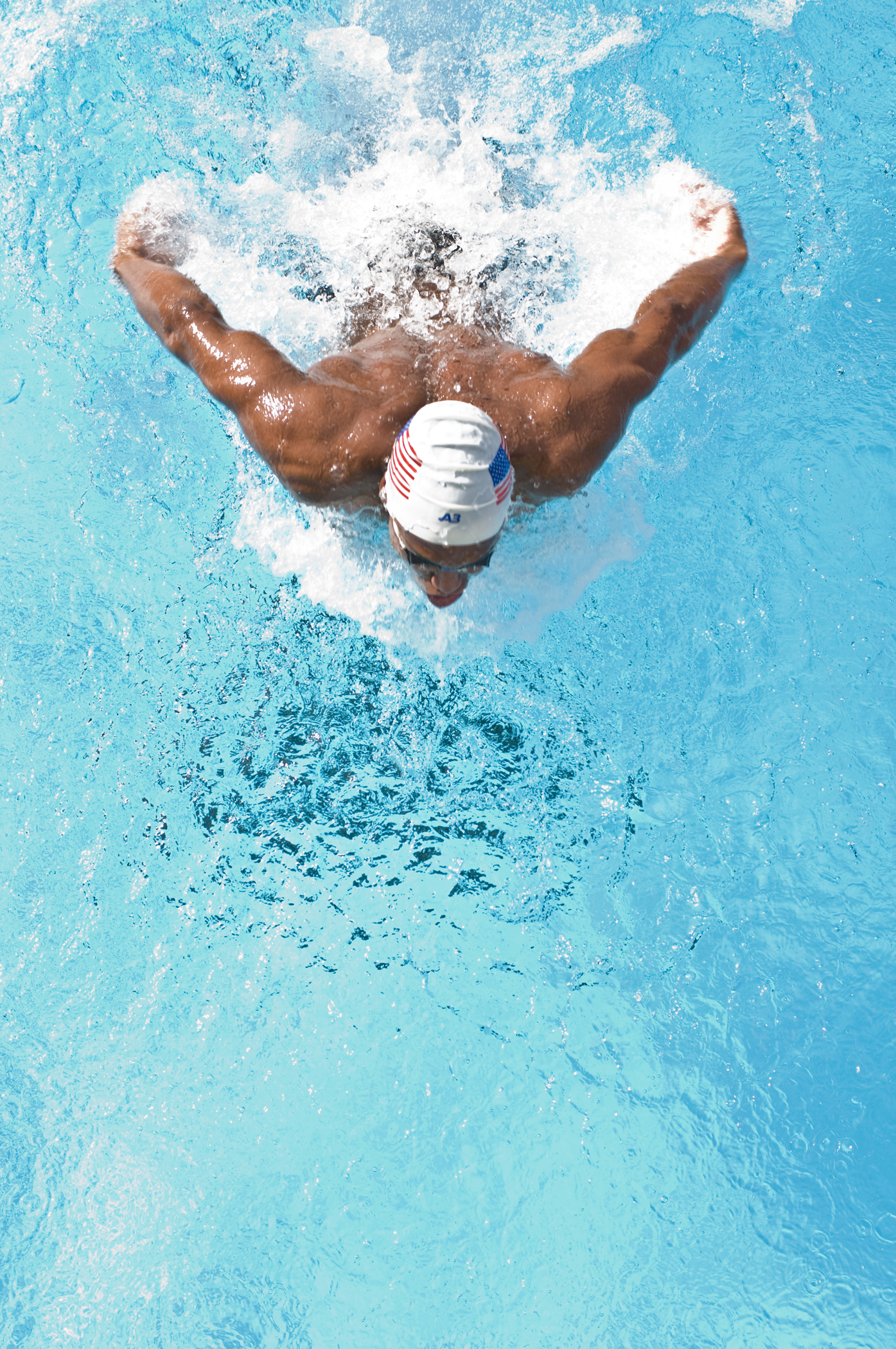
Vista desde arriba de un nadador realizando el estilo mariposa.

El estilo mariposa es un estilo de natación, una variación del estilo pecho o estilo braza, en la que ambos brazos se llevan juntos al frente por encima del agua y luego hacia atrás al mismo tiempo bajo el agua. El movimiento de los brazos es continuo y siempre va acompañado de un movimiento ondulante de las caderas, el cual nace al llevar para abajo la cabeza en el momento de entrar al agua, y culmina con la patada, llamada delfín, en un movimiento descendente y brusco de los pies juntos. 

## Técnica
La técnica de nado mariposa consiste en el movimiento sincrónico del brazo con un sincrónico de las piernas. El movimiento de ola del cuerpo es también muy significativo, como es la clave a la recuperación sincrónica fácil y a la respiración sobre el agua. En la posición inicial el nadador debe flotar con los pies detrás de él y los brazos extendidos frente a él.

## Competencias
Hay tres distancias que se nadan habitualmente en mariposa, tanto en piscina de 50 metros como de 25 metros. 
- 50 m Mariposa.
- 100 m Mariposa.
- 200 m Mariposa.

La mariposa también es parte de las competiciones de nado por estilos en las siguientes distancias:
- 100 m Estilos Individual (solo en piscina de 25 metros)
- 200 m Estilos
- 400 m Estilos
- 4 x 100 m Estilos

### Reglas de CompetenciaFINA
SW 8 NADO ESTILO MARIPOSA.
SW 8.1 En el comienzo de la primera brazada después de la partida y de cada vuelta, el cuerpo deberá mantenerse sobre el pecho. El nadador debe patear debajo del agua. Se permite patear de lado, pero no está permitido estar de espalda en ningún momento durante la competencia.
SW 8.2 Los dos brazos deben estar sincronizados cuando los lanzas hacia adelante y cuando están debajo del agua.
SW 8.3 El movimiento de las piernas debe estar sincronizados. Las piernas y los pies tienen que estar al mismo nivel durante la carrera, pero pueden ser intercambiados en la relación. Una patada de Pecho no se permite.
SW 8.4 En las vueltas y en el final ambas manos deben tocar al mismo tiempo, deben estar al mismo nivel del agua o por debajo.
SW 8.5 A la salida y en las vueltas, el nadador puede dar muchas patadas por debajo del agua aunque solo puede hacer una brazada para ayudar a salir a la superficie. El nadador puede estar debajo del agua por una distancia de máxima de 15 metros después de las vueltas y la salida después de eso el nadador debe permanecer arriba de la superficie.

## Récords mundiales
Todos los nadadores llegaron a las finales a menos que se especifique de otra manera. Los récords con un asterisco (*) después del tiempo indican que se han logrado después del último listado de récords mundiales de la FINA.

### Piscina de 50 metros

#### Hombres
| Prueba | Récord  | Nadador        | País           | Fecha               | Lugar                                                                        |
| ------ | ------- | -------------- | -------------- | ------------------- | ---------------------------------------------------------------------------- |
| 50 m   | 22.27   | Andriy Hovorov | Ucrania        | 1 de julio de 2018  | Roma, Italia                                                                 |
| 100 m  | 49.45   | Caeleb Dressel | Estados Unidos | 26 de julio de 2019 | Centro Acuático Municipal de la Universidad de Nambu, Gwangju, Corea del Sur |
| 200 m  | 1:50.34 | Kristóf Milák  | Hungría        | 24 de julio de 2019 | Gwangju, Corea del Sur                                                       |

#### Mujeres
| Prueba | Récord  | Nadadora       | País   | Fecha                 | Lugar                  |
| ------ | ------- | -------------- | ------ | --------------------- | ---------------------- |
| 50 m   | 24.20   | Sarah Sjöström | Suecia | 5 de julio de 2014    | Borås, Suecia          |
| 100 m  | 55.48   | Sarah Sjöström | Suecia | 7 de agosto de 2016   | Río de Janeiro, Brasil |
| 200 m  | 2:01.81 | Liu Zige       | China  | 21 de octubre de 2009 | Jinan, China           |

### Piscina de 25 metros

#### Hombres
| Prueba | Récord  | Nadador         | País      | Fecha                   | Lugar            |
| ------ | ------- | --------------- | --------- | ----------------------- | ---------------- |
| 50 m   | 21.75   | Nicholas Santos | Brasil    | 14 de noviembre de 2009 | Berlín, Alemania |
| 100 m  | 48.08   | Chad le Clos    | Sudáfrica | 8 de diciembre de 2016  | Windsor, Canadá  |
| 200 m  | 1:48.56 | Chad le Clos    | Sudáfrica | 5 de noviembre de 2013  | Singapur         |

#### Mujeres
| Prueba | Récord  | Nadadora          | País           | Fecha                   | Lugar       |
| ------ | ------- | ----------------- | -------------- | ----------------------- | ----------- |
| 50 m   | 24.38   | Therese Alshammar | Suecia         | 22 de noviembre de 2009 | Singapur    |
| 100 m  | 54.59   | Kelsi Dahlia      | Estados Unidos | 2 de diciembre de 2021  | Doha, Catar |
| 200 m  | 1:59.61 | Mireia Belmonte   | España         | 3 de diciembre de 2014  | Doha, Catar |